# Renan (Szwajcaria)
Renan (hist. Rennen) – gmina (niem. Einwohnergemeinde) w północno-zachodniej Szwajcarii, w kantonie Berno, w regionie administracyjnym Berner Jura, w okręgu Berner Jura. 31 grudnia 2020 roku liczyła 934 mieszkańców. 

## Demografia
Według danych z 2000 r. 70,6% mieszkańców gminy była francuskojęzyczna, 25,8% niemieckojęzyczna, a 1,1% włoskojęzyczna. Na dzień 31 grudnia 2020 obcokrajowcy stanowili 10,1% ogółu mieszkańców.

## Transport
Przez teren gminy przebiega droga główna nr 30.